# Rio Bálsamo
O rio Bálsamo é um curso de água que banha o estado de Alagoas, Brasil